# Narodowa Partia Pracy (Węgry)
Narodowa Partia Pracy (węg. Nemzeti Munkapárt) – węgierska partia polityczna działająca w latach 1910–1918, w całym okresie swojego istnienia stanowiąca siłę rządzącą krajem.

## Historia
W 1905 przegrane wybory przerwały trzydziestoletni okres rządów na Węgrzech Partii Liberalnej. Jej lider, István Tisza, zadecydował o powołaniu przed kolejnymi wyborami w 1910 nowej partii, grupującej przede wszystkim dawnych działaczy Partii Liberalnej. Utworzono ją 19 lutego 1910 i nadano nazwę Narodowej Partii Pracy. Nowa nazwa miała świadczyć o zmianie nacisku w programie partii – w ideologii odwoływano się obecnie bardziej do odpowiedzialności i ciężkiej pracy niż do praw obywatelskich. Wobec przemian społecznych podkreślano także konieczność decydującego wpływu elit na politykę kraju, sprzeciwiano się wprowadzeniu powszechnego prawa wyborczego i poszerzaniu praw mniejszości narodowych.
Wybory 1910 nowe ugrupowanie wygrało dzięki wykorzystaniu armii do zastraszenia wyborców – zdobyło 62% miejsc w parlamencie. Partia pozostała przy władzy przez kolejne 8 lat, przez cały okres I wojny światowej, aż do upadku Królestwa Węgier i rewolucji węgierskiej w 1918.